# Index (groepentheorie)
In de groepentheorie, een deelgebied van de wiskunde geeft de index van een ondergroep {\displaystyle H} in een groep {\displaystyle G} de verhouding van het aantal elementen in {\displaystyle G} en in {\displaystyle H}. De index is anders gezegd het aantal nevenklassen van {\displaystyle H} in {\displaystyle G}. Als {\displaystyle H} bijvoorbeeld een index 2 in {\displaystyle G} heeft, dan betekent dit dat de helft van de elementen van {\displaystyle G} ook in {\displaystyle H} voorkomen. De index van {\displaystyle H} in {\displaystyle G} wordt meestal met {\displaystyle |G:H|} of {\displaystyle [G:H]} aangeduid.
Indien {\displaystyle H} een normaaldeler van {\displaystyle G} is, zijn de index {\displaystyle [G:H]} van {\displaystyle H} in {\displaystyle G} en de orde {\displaystyle |G/H|} van de factorgroep {\displaystyle G/H} per definitie hetzelfde.
- (en)  Subgroup of least prime index is normal op Groupprops, The Group Properties Wiki